# En la brecha
En la brecha és un curtmetratge de documental polític de 1937 produït per la Indústria de l'Espectacle de Barcelona col·lectivitzada per la CNT i dirigit per Ramon Quadreny i Orellana. Fou rodat a La España Industrial de Sants.

## Sinopsi
Es narra principalment una jornada laboral en una fàbrica tèxtil catalana col·lectivitzada durant la Revolució espanyola de 1936 pel sindicat anarquista CNT.

## Principals escenes
- Un treballador d'una empresa col·lectivitzada es dirigeix a un comitè per a comentar que en el taller on treballa no existeix delegat i rep assessorament.
- Un delegat d'una empresa comunica la baixa per malaltia d'una treballadora.
- Es veuen diferents vehicles col·lectivitzats per sindicats.
- El delegat es dirigeix a un taller tèxtil on es veuen nombroses dones treballant.
- El delegat menja amb la seva família.
- Un grup d'obrers fa la instrucció.
- Uns obrers se senten orgullosos del que han aconseguit i de la transformació de la societat a Catalunya.
- Es veu una classe en la que s'ensenya a unes dones matemàtiques aplicades a l'economia familiar.
- Plans d'obrers treballant.
- Reunió d'uns obrers per a discutir qüestions relatives a la producció. A través d'un feedback es veu una escena de la mateixa sala de reunions l'any anterior on es veu a un propietari burgès amb posa de suficiència sobre els seus treballadors donant ordres i que s'insinua a una secretària. Es torna a la reunió del present dels obrers on es proposa la creació d'una biblioteca científica. Després es comenta que la situació dels obrers que es troben a l'Exèrcit Popular és transitòria i que les seves energies han d'emprar-se als tallers i no a les casernes.
- El curtmetratge conclou amb un pla on es mostren xemeneies industrials al costat d'un milicià armat mentre sonen les notes de l'himne A les barricades.

## Llicència
El curtmetratge compta amb la següent llicència:
| « | Aquesta pel·lícula és propietat de la Confederació Nacional del Treball, C.N.T. Tots els drets reservats a la Confederació Nacional del Treball. Es permet sense ànim de lucre: La reproducció, càrrega, presentació, execució, transmissió i distribució pública d'aquest documental. Es prohibeix, sense el permís per escrit de la C.N.T.: L'enginyeria inversa, traducció, adaptació, arranjament o qualsevol altra transformació del documental i la reproducció dels resultats de tals actes. | » |